# シメオン・ウッズ・リチャードソン
シメオン・ウッズ・リチャードソン（Simeon Woods Richardson, 英語発音: /ˈsɪmiən ˈwʊdz ˈrɪʧərdsən/; 2000年9月27日 - ）は、アメリカ合衆国テキサス州シュガーランド出身のプロ野球選手（投手）。右投右打。MLBのミネソタ・ツインズ所属。
2021年開催の東京オリンピック 野球 銀メダリスト。

## 経歴

### プロ入りとメッツ傘下時代
2018年のMLBドラフト2巡（全体48位）でニューヨーク・メッツから指名され、予定していたテキサス大学オースティン校への進学を取り止めプロ入り。傘下のルーキー級ガルフ・コーストリーグ・メッツでプロデビューし、シーズン途中にルーキー+級キングスポート・メッツに昇格。2チーム合計で7試合 (先発4試合) に登板して1勝0敗、防御率1.56、26奪三振の成績を記録した。
2019年はA級コロンビア・ファイヤーフライズで開幕を迎えた。

### ブルージェイズ傘下時代
2019年7月28日にマーカス・ストローマンとのトレードで、アンソニー・ケイと共にトロント・ブルージェイズへ移籍した。移籍後は傘下のA+級ダニーデン・ブルージェイズへ送られた。この年は移籍前と合わせて2チーム合計で26試合に先発登板して6勝10敗、防御率3.80、126奪三振の成績を記録した。

### ツインズ時代
2021年7月30日にホセ・ベリオスとのトレードで、オースティン・マーティンと共にミネソタ・ツインズに移籍した。
2022年10月2日にアクティブ・ロースター入りし、同日のデトロイト・タイガース戦に先発投手として起用され、メジャーデビューを果たした。

## 人物
2022年10月2日にメジャーデビューしたことにより、それまで背ネームで最長14文字だったジャロッド・サルタラマッキアを抜き、16文字（空白を含む）でメジャー最長であった。しかし、約半年後にあたる2023年7月にクリスチャン・エンカーナシオン＝ストランドによって更新された。

## 詳細情報

### 年度別投手成績
| 年 度    | 球 団    | 登 板 | 先 発 | 完 投 | 完 封 | 無 四 球 | 勝 利 | 敗 戦 | セ 丨 ブ | ホ 丨 ル ド | 勝 率 | 打 者 | 投 球 回 | 被 安 打 | 被 本 塁 打 | 与 四 球 | 敬 遠 | 与 死 球 | 奪 三 振 | 暴 投 | ボ 丨 ク | 失 点 | 自 責 点 | 防 御 率 | W H I P |
| -------- | -------- | ----- | ----- | ----- | ----- | -------- | ----- | ----- | -------- | ----------- | ----- | ----- | -------- | -------- | ----------- | -------- | ----- | -------- | -------- | ----- | -------- | ----- | -------- | -------- | ------- |
| 2022     | MIN      | 1     | 1     | 0     | 0     | 0        | 0     | 1     | 0        | 0           | .000  | 20    | 5.0      | 3        | 1           | 2        | 0     | 0        | 3        | 1     | 0        | 3     | 2        | 3.60     | 1.00    |
| 2023     | MIN      | 1     | 0     | 0     | 0     | 0        | 0     | 0     | 0        | 0           | ----  | 24    | 4.2      | 7        | 1           | 3        | 0     | 0        | 5        | 0     | 0        | 5     | 5        | 9.64     | 2.14    |
| 2024     | MIN      | 28    | 28    | 0     | 0     | 0        | 5     | 5     | 0        | 0           | .500  | 569   | 133.2    | 125      | 16          | 48       | 0     | 3        | 117      | 3     | 0        | 63    | 62       | 4.17     | 1.29    |
| MLB：3年 | MLB：3年 | 30    | 29    | 0     | 0     | 0        | 5     | 6     | 0        | 0           | .455  | 613   | 143.1    | 135      | 18          | 53       | 0     | 3        | 125      | 4     | 0        | 71    | 69       | 4.33     | 1.31    |

- 2024年度シーズン終了時

### 年度別守備成績
| 年 度 | 球 団 | 投手（P） | 投手（P） | 投手（P） | 投手（P） | 投手（P） | 投手（P） |
| 年 度 | 球 団 | 試 合     | 刺 殺     | 補 殺     | 失 策     | 併 殺     | 守 備 率  |
| ----- | ----- | --------- | --------- | --------- | --------- | --------- | --------- |
| 2022  | MIN   | 1         | 0         | 0         | 0         | 0         | ----      |
| 2023  | MIN   | 1         | 0         | 1         | 0         | 0         | 1.000     |
| 2024  | MIN   | 28        | 11        | 7         | 3         | 2         | .857      |
| MLB   | MLB   | 30        | 11        | 8         | 3         | 2         | .864      |

- 2024年度シーズン終了時

### 背番号
- 78（2022年 - ）

### 代表歴
- 2020年東京オリンピックの野球競技・アメリカ合衆国代表